# Theo Ennisch
Theo Ennisch (* 26. Oktober 1905 als Theodor Müller in Hörnsheim; † 6. August 1989 in Wetzlar) war ein deutscher Schauspieler bei Bühne und Fernsehen.

## Leben und Wirken
Der Sohn des Landwirts Anton Müller und seiner Frau Katharina, geb. Volk, wollte ursprünglich Sänger werden und nahm daher Gesangs- und Klavierunterricht. Anschließend nahm er in München auch Schauspielunterricht bei Karl Graumann. Es folgten zahlreiche Bühnenengagements, die ihn nach Speyer, Leitmeritz, Frankfurt/Oder und Frankfurt am Main führten. Vor die Kamera trat Ennisch erst mit über 50 Jahren. Dort spielte er einfache Leute wie Beamte und Hausmeister, später auch mehrfach Großväter.
Theo Ennisch lebte zuletzt in einem Altersheim in Wetzlar. Er starb 1989.

## Filmografie
- 1956: Das gnadenbringende Strafgericht
- 1959: Die Irre von Chaillot
- 1963: Sonnenfinsternis
- 1964: Der Apoll von Bellac
- 1969: Die grüne Nacht von Ziegenberg
- 1969: Damenquartett
- 1969: Van Gogh
- 1971: Tatort: Frankfurter Gold
- 1974: Daniel
- 1974: Tatort: Die Rechnung wird nachgereicht
- 1974: Vorsicht Falle! (Fernsehserie)
- 1976: Ach du dickes Ei! (Fernsehserie, eine Folge)
- 1976: Der Winter, der ein Sommer war
- 1977: Oblomows Liebe
- 1978: Unternehmen Rentnerkommune (Fernsehserie, Folge 3 Der Unfall)
- 1978: Der Führerschein
- 1979: Revolution in Frankfurt
- 1980: Der Urlaub
- 1982: Unheimliche Geschichten (Fernsehserie, Folge 6 Tote schlafen nicht)
- 1983: Tatort: Blütenträume
- 1983: Dibbegass Nummer Deckel